# Gerhard Michael

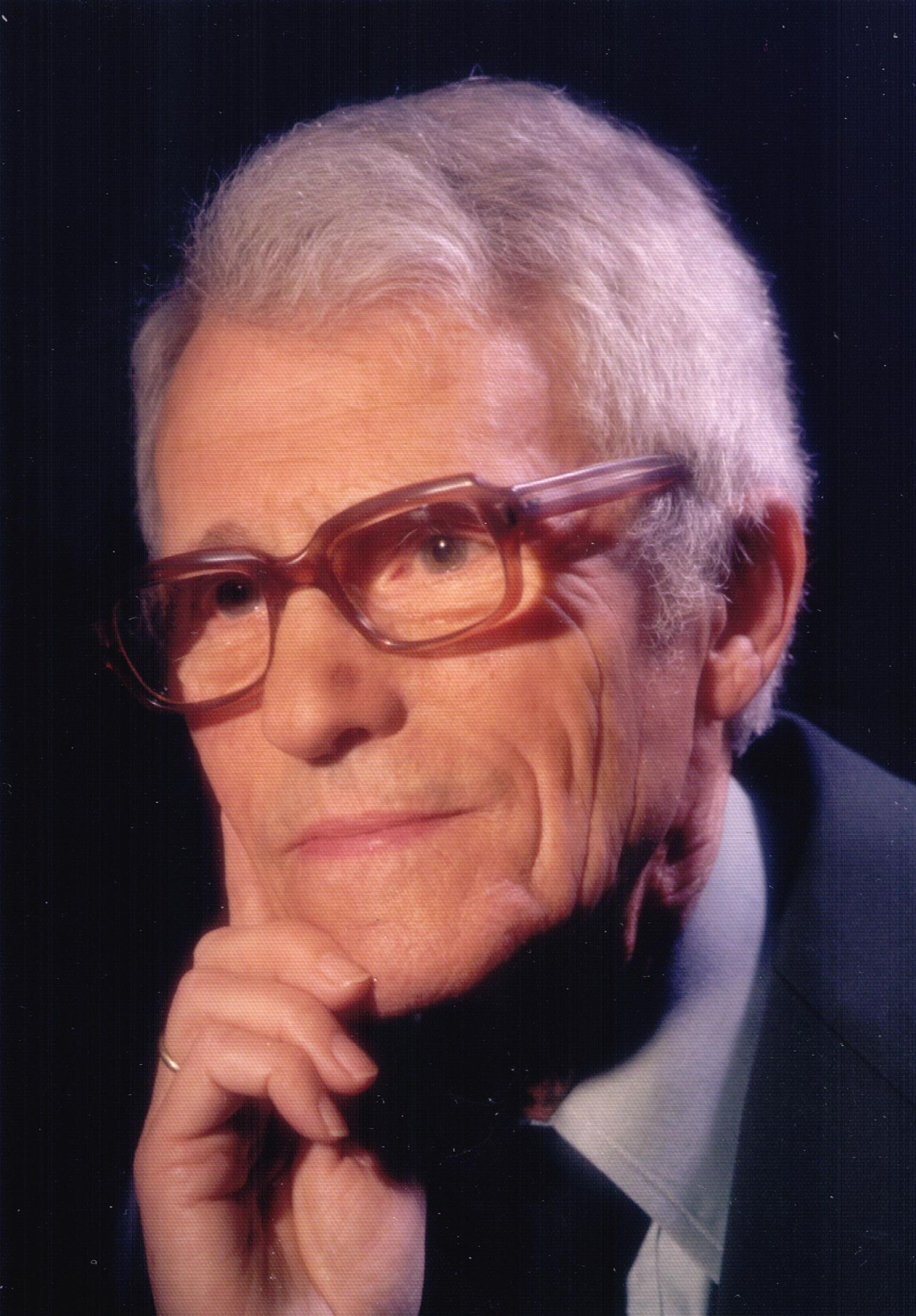
Gerhard Michael

Gerhard Michael (* 25. März 1911 in Magdeburg; † 24. Dezember 2004 in Stuttgart) war ein deutscher Agrikulturchemiker auf dem Gebiet der Pflanzenernährung. Unter Einbeziehung von Erkenntnissen, Denkweisen und experimentellen Methoden der Naturwissenschaften hat er Kerngebiete der traditionellen Lehre von der Mineraldüngung zu einer biochemisch orientierten Ertragsphysiologie der Kulturpflanzen im Institut für Pflanzenernährung weiterentwickelt.

## Leben
Gerhard Michael, Sohn eines Uhrmachermeisters, bestand 1930 die Reifeprüfung an der Guericke-Oberrealschule in Magdeburg und studierte anschließend Chemie und Botanik an den Universitäten Halle (Saale) und Berlin. 1935 wurde er in Berlin bei dem Pflanzenphysiologen Kurt Noack mit einer Dissertation über den Chlorophyll- und Eiweißabbau im vergilbenden Laubblatt zum Dr. phil. promoviert. Im folgenden Jahr arbeitete er am Botanischen Institut der Universität Leipzig bei Wilhelm Ruhland an einem Forschungsauftrag über die Physiologie des „Kartoffelanbaus“ und fand damit Anschluss an eine der bedeutendsten deutschen Schulen in der experimentellen Pflanzenphysiologie. Ein weiteres Forschungsjahr mit Studien über die Harzgewinnung aus Kiefern folgte am Institut für Technologie und Warenkunde der Handelshochschule Königsberg/Pr.
Im März 1937 übernahm Michael eine Assistentenstelle an dem von Fritz Giesecke geleiteten Institut für Pflanzenernährungslehre und Bodenbiologie der Universität Berlin. 1941 habilitierte er sich an der Landwirtschaftlichen Fakultät der Universität Berlin mit einer Schrift über die Aufnahme und Verteilung von Magnesium und dessen Rolle in der höheren grünen Pflanze. Er erhielt die Venia legendi für die Fachgebiete Pflanzenernährung und Bodenbiologie. 1942 wurde er zur Wehrmacht einberufen.
Nach Rückkehr aus der Kriegsgefangenschaft nahm Michael 1946 seine unterbrochene Dozententätigkeit am Institut für Pflanzenernährung und Bodenbiologie der Universität Berlin wieder auf. 1947 folgte er dem Ruf an die Friedrich-Schiller-Universität Jena als Professor mit Lehrstuhl für Agrikulturchemie und Direktor des Landwirtschaftlich-Chemischen Instituts. Er war dort Leiter der Landwirtschaftlichen Abteilung in der Mathematisch-Naturwissenschaftlichen Fakultät. Nach der Gründung der Landwirtschaftlichen Fakultät in Jena 1953 wurde er zum Prodekan gewählt. Ab Mai 1959 leitete er als Direktor gleichzeitig die Chemisch-Physiologische Abteilung im Institut für Kulturpflanzenforschung Gatersleben der Deutschen Akademie der Wissenschaften zu Berlin.
Durch die zunehmend politische Einflussnahme von SED und Staatsführung auf die Universitäten sah Michael seine geistige Freiheit und die Unabhängigkeit von Lehre und Forschung nicht mehr gewährleistet. 1960 verließ er die DDR. Im gleichen Jahr nahm er einen Ruf auf den Lehrstuhl für Pflanzenernährung und Bodenbiologie der Landwirtschaftlichen Hochschule Hohenheim an (seit 1967 Universität Hohenheim), den er bis zu seiner Emeritierung im Jahre 1976 innehatte. Während der Amtsperiode 1964/65 war er dort Dekan.

## Forschung und Lehre
Im Mittelpunkt Michaels Forschungsarbeiten in Jena standen Fragen über die Aufnahme mineralischer Nährstoffe durch die Pflanzenwurzeln, insbesondere deren Selektionsvermögen in Abhängigkeit von der Verfügbarkeit der Nährstoffe im Boden. Anfangs hatte sich Michael bevorzugt mit Problemen der Phosphaternährung beschäftigt sowie die bereits in seiner Berliner Habilitationsschrift erarbeiteten Erkenntnisse über die Magnesiumversorgung der Kulturpflanzen in konkrete Düngungsempfehlungen für die Praxis des Ackerbaus umgesetzt. Später untersuchte er unter anderem die Düngungseffekte von Schwefel beim Heranwachsen landwirtschaftlicher Kulturpflanzen sowie das Verhalten organischer Substanzen und die Stickstoffdynamik in Ackerböden.
Kennzeichnend für Michaels experimentelles Arbeiten war das ständige Bemühen, Methoden der Naturwissenschaften für die überwiegend auf praktische Anwendung orientierten landwirtschaftlichen Forschungsfelder nutzbar zu machen. Michael gehörte zu den ersten Agrarwissenschaftlern in Deutschland, die die Bewegung von Nähr- und Schadelementen in Pflanzen und Böden mit der Isotopentechnik untersuchten. Das galt nicht nur für seine Forschungsarbeiten zur selektiven Aufnahme der Kationen Ca, Sr, K, Cs und Rb, sondern auch für das stabile 15N-Isotop bei der Verfolgung des zu unterschiedlichen Zeitpunkten ausgebrachten Stickstoffdüngers auf Menge und Zusammensetzung der Proteine im Getreidekorn.
Während seiner Jenaer Zeit hat Michael mehrere zusammenfassende Beiträge über Teilgebiete der Pflanzenernährung veröffentlicht. Für das von Wilhelm Ruhland und Mitarbeitern herausgegebene Handbuch der Pflanzenphysiologie redigierte er den Band IV Die mineralische Ernährung der Pflanze (1958). Zu den beachtenswerten Beiträgen über diese Thematik gehört auch sein 1959 in den Sitzungsberichten der Deutschen Akademie der Landwirtschaftswissenschaften zu Berlin publizierter Vortrag Über das Wahlvermögen der Pflanzen bei der Mineralstoffaufnahme.
In Hohenheim hat Michael die traditionelle Lehre von der Pflanzenernährung immer stärker in Richtung zu einer biochemisch orientierten Ertragsphysiologie weiterentwickelt. Untersuchungen über die Rolle der Phytohormone als Steuerelemente des Wachstums und der Ertragsbildung der Kulturpflanzen standen dabei im Mittelpunkt. Ein wichtiges Arbeitsgebiet waren Fragen der Regulation von Stoffspeicherung in reifenden Getreidekörnern und der Einfluss von Umweltfaktoren auf den Reifeprozess. Im Rahmen des von ihm initiierten und geleiteten Schwerpunktprogrammes der Deutschen Forschungsgemeinschaft „Speicherungsprozesse und ihre Regulation in Kulturpflanzen“ arbeiteten Vertreter der Grundlagen- und der angewandten Wissenschaften interdisziplinär zusammen und publizierten in den Jahren 1968–1983 über 80 wissenschaftliche Beiträge.
Viele Diplomanden und Doktoranden sowie auch Kollegen aus benachbarten Fachdisziplinen konnte Michael für diese ertragsphysiologischen Forschungsfragen begeistern. Beachtenswerte Veröffentlichungen entstanden auch an dem an der Universität Hohenheim von 1972 bis 1987 bestehenden Sonderforschungsbereich der Deutschen Forschungsgemeinschaft (DFG) „Über die Verbesserung der Qualität landwirtschaftlicher Produkte“ (SFB 142), an dem Michael als Vertrauensmann der DFG und als Mitarbeiter maßgebend beteiligt war.
Die Publikationsliste Michaels umfasst 297 wissenschaftliche Beiträge. Die meisten Ergebnisse seiner experimentellen Forschungsarbeiten hat er in der Zeitschrift für Bodenkunde und Pflanzenernährung publiziert. Von 1951 bis 1974 war er Mitherausgeber und Chefredakteur dieser Fachzeitschrift, deren wissenschaftliches Profil er maßgebend mitgeprägt hat. 
Als Emeritus blieb Michael weiterhin mit seinem wissenschaftlichen Fachgebiet und der Universität Hohenheim verbunden. In einem kleinen Dachzimmer („Emeritage“) des Instituts für Pflanzenernährung und Bodenbiologie pflegte er über viele Jahre engen Kontakt mit Studierenden und Fachkollegen und beschäftigte sich mit theoretischen Aspekten der Ertragsphysiologie, besonders intensiv mit den Vorstellungen über die Bildung von Wurzelhaaren. Sein Beitrag Vorstellungen über die Regulation der Wurzelhaarbildung aus dem Jahre 1990, eine seiner letzten Publikationen, gilt als ein klassisches Beispiel dafür, wie eine Idee entsteht, wie Erkenntnisse aus dem eigenen Leben und Hypothesen für die Wissenschaft genutzt werden können.
Neben seiner Tätigkeit als Wissenschaftler war für Michael die akademische Ausbildung und die Betreuung der Studierenden stets ein zentrales Anliegen. Er betrachtete die Universität nicht nur als einen Ort fachlicher Belehrung, sondern im Sinne Wilhelm von Humboldts als die höchste lebensprägende Bildungsstätte für einen Menschen. Als Hochschullehrer orientierte er sich an dem Leitspruch von Georg Christoph Lichtenberg: „Nicht ewig lehren, Was Menschen denken, sondern Wie sie denken sollen“. 38 Doktoranden führte Michael zur Promotion. Darüber hinaus hat er acht Habilitationen angeregt und gefördert.

## Ehrungen und Auszeichnungen
- 1953 Mitglied der Deutschen Akademie der Landwirtschaftswissenschaften zu Berlin
- 1961 Mitglied der Deutschen Akademie der Naturforscher Leopoldina Halle (Saale)
- 1963 Ruf auf den Lehrstuhl für Agrikulturchemie der Universität Göttingen (Ruf nicht angenommen)
- 1977 Ehrendoktor (Dr. rer. hort. h. c.) der Fakultät für Gartenbauwissenschaften und Landeskultur der Universität Hannover
- 1991 Ehrenmitglied der Deutschen Gesellschaft für Pflanzenernährung

## Publikationen (Auswahl)
- Über die Beziehungen zwischen Chlorophyll- und Eiweißabbau im vergilbenden Laubblatt von Tropaeolum. Diss. phil. Univ. Berlin 1935. – Zugl. in: Zeitschrift für Botanik Bd. 29, 1935, S. 385–425.
- Über die Aufnahme und Verteilung des Magnesiums und dessen Rolle in der höheren grünen Pflanze. Habil.-Schr. Univ. Berlin 1941. – Zugl. in: Bodenkunde und Pflanzenernährung Bd. 25, 1941, S. 65–120.
- Über den Bindungszustand der Phosphorsäure in Thüringer Muschelkalk- und Buntsandsteinverwitterungsböden. In: Zeitschrift für Pflanzenernährung und Bodenkunde Bd. 61, 1953, S. 118–129.
- Über die Magnesiumversorgung mitteldeutscher Ackerböden (gemeinsam mit G. Schilling). In: Zeitschrift für Pflanzenernährung, Düngung und Bodenkunde Bd. 79 (124), 1957, S. 31–50.
- Untersuchungen über die Phosphat-Abscheidung aus Pflanzenwurzeln mit Hilfe von 32P (gemeinsam mit H. Marschner). In: Zeitschrift für Pflanzenernährung und Bodenkunde Bd. 80, 1958, S. 1–18.
- Die mineralische Ernährung der Pflanze. Handbuch der Pflanzenphysiologie. Herausgegeben von Wilhelm Ruhland u. a., Springer Verlag Berlin-Göttingen-Heidelberg, Band IV, 1958, redigiert von Gerhard Michael.
- Über das Wahlvermögen der Pflanzen bei der Mineralstoffaufnahme. Sitzungsberichte der Deutschen Akademie der Landwirtschaftswissenschaften zu Berlin Bd. 8, Heft 4, 1959.
- Einfluß der Düngung auf Eiweißqualität und Eiweißfraktionen der Nahrungspflanzen. In: Qualitas Plantarum et Materiae Vegetabiles Bd. 10, 1963, S. 248–265.
- Über die Mitwirkung von Phytohormonen an der Regulation der Speicherungsprozesse im Getreidekorn. In: Berichte der Deutschen Botanischen Gesellschaft Bd. 97, 1984, S. 151–165.
- Vorstellungen über die Regulation der Wurzelhaarbildung. In: Kali-Briefe (Büntehof) Bd. 20 (5), 1990, S. 411–429.
- The control of root hair formation: suggested mechanismen. In: Zeitschrift für Pflanzenernährung und Bodenkunde Bd. 164, 2001, S. 111–119.
- Gerhard Michael erzählt aus seinem Leben – Kindheit, Ausbildung, Assistent und Dozent an der Berliner Universität. Herausgegeben von Brigitte Michael. Privatdruck Stuttgart 2008.